# Pucchigumi
《Pucchigumi》是小學館發行的漫畫雜誌，2006年創刊。

## 漫画

### 現在連載作品
- 集合啦！動物森友會 ふわふわ島（漫畫：かなき詩織）
- ふわもこたんていぱにゃにゃ（漫畫：ちぃ、クイズ：嵩瀬ひろし（日语：嵩瀬ひろし））
- もしもリカちゃんが。（漫畫：ゆぅ、制作設計：ムロフシカエ）
- ポケットモンスター ピカブイのほっこりDAYS（漫畫：すずきさなえ 絵：ふじのきともこ）

### 過去連載作品
- Aikatsu！偶像活動！系列（漫畫：かなき詩織、插畫：朱音 → 小鷹ナヲ（日语：小鷹ナヲ））
- いっしょにシュガーバニーズ（漫畫：かなき詩織）
- いろはにぽえっと（漫画：まや）
- 時尚魔女 LOVE AND BERRY（漫畫：溝口涼子)
  - 時尚魔女 LOVE AND BERRY 幸福的魔法（漫畫：小室栄子)
- おてあげラパン（漫畫：あさだみほ)
- おとぎの国のNico（漫畫：原明日美、文：桑原美保）
- おねがいフララン（漫畫：こむろえ～こ）
- 星光頻道（漫畫：菊田珠智代)
- 偶像宣言（原作：中原杏、漫畫：小坂まりこ（日语：小坂まりこ）（第1號 - 第3號）、たちばな真未（日语：たちばな真未）（第4號 - 2009年4月號））
- クマ・トモ（漫畫：かなき詩織）
- 寶石寵物 Happiness（漫畫：森江真子）
- 星際寶貝：神奇大冒險（漫畫：あさだみほ）
- ぜんまいざむらい クイズパズルでござる（原作：m&k、漫畫：あさだみほ）
- 他媽哥池系列（漫畫：ヤスコーン）
- ちび☆デビ!（日语：ちび☆デビ!）（原作：篠塚ひろむ、漫畫：いがらしみゆ）
- デコちあ☆Win漫畫：もりちかこ）
- 飛天小女警Z（漫畫：いぶきかえで）※只有在第2號上登場
- nicola監修 モデル☆おしゃれオーディション（漫畫：ひなことり）
- 天災なぞなぞたぬき なぞポン（上重☆さゆり）
- どうぶつの森 ホヒンダ村だより（日语：どうぶつの森 ホヒンダ村だより）（漫畫：あべさより)
- トホホな犬（原作・漫畫：あいみてつろう）
- ドリームガールプルミエ（漫畫：花森小桃)
- なないろ☆ミラクル（原作・漫畫：かなき詩織）
- なないろ☆ジュエル（原作・漫畫：かなき詩織）
- ネコ・トモ（日语：ネコ・トモ）（漫畫：かなき詩織）
- ネッコロ（漫畫：中川いさみ） - 在「コロコロイチバン!（日语：コロコロイチバン!）」「週刊少年サンデーS（日语：週刊少年サンデーS）」「月刊IKKI」上同時連載。
- バービー ハロー・マイフレンド（漫畫：原明日美）
- はっぴーカッピ（日语：はっぴーカッピ）（漫畫：みづほ梨乃、原作：キャンディぐみ）
- 秘密×戰士 幻影甜心！（漫畫：ハラミユウキ）
- ぴゅあびび!（漫畫：春日あかね）
- 愛麗絲夢遊仙境（故事：ARX、漫畫：小鷹ナヲ（日语：小鷹ナヲ））
- 星光樂園（漫畫：菊田珠智代）
- ぷりぷりぐう（漫畫：南野そのこ）
- ふわふわ♥シナモン（原作：せきちさと、漫畫：つきりのゆみ（日语：つきりのゆみ））
- ポッピンQぷち（漫畫：ハラミユウキ）
- ポニャと神ちゃま（漫畫：さくま良子)
- まほうのルミティア（作畫：七海喜つゆり）
- 豆しば ぷち! ぷちっ!（漫畫：そにしけんじ、插畫：さんさん）
- マリン☆マリン ミナミハコフグと珊瑚礁の仲間達ハコぷー（漫畫：さくま良子)
- マジカルヘアチェン みゆ☆美結（漫畫：花森小桃)
- 味楽る!ミミカ（日语：味楽る!ミミカ）（原作：春日あかね、漫畫：（到第8號）春日あかね、（第9號開始）つきりのゆみ、協助：NHKエデュケーショナル（日语：NHKエデュケーショナル））
- めがみさまのおとしもの（漫畫：もりちかこ）
- モフ☆モフ（漫畫：ちぃ）
- リカちゃんのひみつ（漫畫：ゆぅ）
- リヴリーアイランド（日语：リヴリーアイランド）（漫畫：森江真子）
- 變身！公主偶像（漫畫：陣名まい）
  - ぷりりっ! リルぷりっ（漫畫：陣名まい）
- ルンルンてるてるん（漫畫：さくらいみや）
- レゴ フレンズ（漫畫：あさだみほ）
- 妖怪手錶〜心跳緊張☆喵不可言的日子〜（漫畫：もりちかこ）
- わがままファッション ガールズモード（漫畫：小室栄子)

## 外部鏈接
- ぷっちぐみ（页面存档备份，存于） - 官方網站